# Шваферден
Шваферден (њем. Schwaförden) општина је у њемачкој савезној држави Доња Саксонија. Једно је од 47 општинских средишта округа Дипхолц. Према процјени из 2010. у општини је живјело 1.415 становника. Посједује регионалну шифру (AGS) 3251032.

## Географски и демографски подаци
Шваферден се налази у савезној држави Доња Саксонија у округу Дипхолц. Општина се налази на надморској висини од 55 метара. Површина општине износи 26,0 km². У самом мјесту је, према процјени из 2010. године, живјело 1.415 становника. Просјечна густина становништва износи 55 становника/km².